# Anna Kozlova
Anna Kozlova (30 de diciembre de 1972) es una deportista rusa, nacionalizada estadounidense, que compitió en natación sincronizada.
Participó en tres Juegos Olímpicos de Verano entre los años 1992 y 2004, obteniendo dos medallas de bronce en Atenas 2004, en las pruebas dúo y equipo. Ganó dos medallas en el Campeonato Mundial de Natación de 2003, y cuatro medallas en el Campeonato Europeo de Natación, en los años 1991 y 1993.

## Palmarés internacional
| Representando a la URSS        |                         |                   |                   |
| Campeonato Europeo             |                         |                   |                   |
| Año                            | Lugar                   | Medalla           | Prueba            |
| 1991                           | Atenas (Grecia)         | Medalla de oro    | Dúo               |
| 1991                           | Atenas (Grecia)         | Medalla de oro    | Equipo            |
| Representando a Rusia          |                         |                   |                   |
| Campeonato Europeo             |                         |                   |                   |
| Año                            | Lugar                   | Medalla           | Prueba            |
| 1993                           | Sheffield (Reino Unido) | Medalla de oro    | Dúo               |
| 1993                           | Sheffield (Reino Unido) | Medalla de oro    | Equipo            |
| Representando a Estados Unidos |                         |                   |                   |
| Juegos Olímpicos               |                         |                   |                   |
| Año                            | Lugar                   | Medalla           | Prueba            |
| 2004                           | Atenas (Grecia)         | Medalla de bronce | Dúo               |
| 2004                           | Atenas (Grecia)         | Medalla de bronce | Equipo            |
| Campeonato Mundial             |                         |                   |                   |
| Año                            | Lugar                   | Medalla           | Prueba            |
| 2003                           | Barcelona (España)      | Medalla de plata  | Combinación libre |
| 2003                           | Barcelona (España)      | Medalla de bronce | Equipo            |